# Johann Georg Schmid von Schmidsfelden
Johann Georg Schmid von Schmidsfelden (* 2. Oktober 1606 in Biberach an der Riß; † 18. August 1673 ebenda) war der Begründer der bis heute in mehreren Zweigen in der Bukowina, der Steiermark, in Böhmen, in Ungarn und in Niederösterreich blühenden Adelsfamilie „Schmid von Schmidsfelden“.

## Leben
Johann Georg Schmid war der Sohn von Veit Schmid und Anna geborene Hepp. Er studierte an der Universität Tübingen und schloss diese mit seinem Baccalaureat am 6. April 1625 ab. Er wurde dann Gerichtsschreiber in Biberach, ab 1633 Stadtschreiber und kaiserlicher Notar. 
Nachdem der Dreißigjährige Krieg 1632 Oberschwaben erreichte und Schweden und Kaiserliche sich im Besitz der Stadt abwechselten, war Schmid von 1642 bis 1649 Stadtschreiber in Leutkirch. Er kehrte aber nach dem Abschluss des Westfälischen Friedens wieder zurück. Er wurde 1659 Geheimer Rat und Spitalspfleger in Biberach. Wegen seiner Verdienste in diesen Ämtern wurde Johann Georg Schmid am 19. August 1667 von Kaiser Leopold I. in den rittermäßigen Reichsadelsstand mit dem Prädikat von Schmidsfelden erhoben. Er starb am 18. August 1673 in Biberach.

## Familie
Johann Georg Schmid von Schmidsfelden heiratete am 5. September 1633 Anna Maria Hellwag einer Tochter eines Nürtinger Ratsherren, aus dieser Ehe entsprangen 12 Kinder, von denen 4 Söhne und 3 Töchter bekannt sind. Die Söhne Johann Georg, Johann und Johann Jakob begründeten die drei Stämme der Familie. 

## Wappen
Blasonierung vom 19. August 1667:
Geviert, im ersten und vierten Feld in Schwarz auf grünem Dreiberge ein doppelschwänziger goldener Löwe, in der rechten Vorderpranke einen eisernen Spitzhammer an goldenem Stiele haltend. Im zweiten und dritten Feld in rot eine weiße Doppellilie.
Auf dem gekrönten Turnierhelm, mit rechts schwarz-gelben, links rot-weißen Decken, zwischen zwei in den Mundlöchern mit je einer weißen Doppellilie besteckten, rechts von Schwarz über Gold und links farbengewechselt geteilten Büffelhörnern, ein wachsendes Männlein mit braunen Haaren und Barte. Es trägt einen schwarzen Leibrock mit gelbem Kragen und Aufschlägen, mit goldenem Gürtel und Knöpfen. Bedeckt mit einem Schwarzen breitkrempigen runden Hut mit goldener Schnur und zwei rechts überhängenden Hahnenfedern, in der Rechten einen eisernen Spitzhammer an goldenem Stiele schwingend, die Linke in die Hüfte gestemmt.

## Quelle
- Genealogisches Taschenbuch der adeligen Häuser Österreichs (5 Bde 1905–1913), Band 3, Verlag Otto Maaß, Wien.